# Hard bop
L'hard bop è uno stile jazzistico che si è sviluppato nel corso degli anni cinquanta tra la California e New York. Si tratta di una diretta prosecuzione dell'esperienza bebop che ne mantiene invariate diverse caratteristiche (tra cui la tipologia di organico e la complessità ritmica, melodica e armonica). Caratteristica peculiare dell'hard bop è il ritorno alle origini afroamericane del jazz.

## Caratteristiche
Diretto erede del bebop, l'hard bop ne conserva diverse caratteristiche. L'organico è normalmente costituito da uno, due o tre strumenti a fiato (sassofono, tromba ed eventualmente trombone) accompagnati da una sezione ritmica costituita da pianoforte, contrabbasso e batteria. I brani (sia standard che composizioni originali) continuano a basarsi sulla forma song e la forma blues, ripetute ciclicamente. Il ruolo del solista improvvisatore rimane centrale.
L'hard bop si discosta invece dal bebop per una maggiore attenzione alla composizione e l'arrangiamento dei brani. I temi, che i bopper eseguivano regolarmente all'unisono, vengono spesso arricchiti da armonizzazioni o contrappunti. I brani a velocità estreme sono meno frequenti, e i musicisti tendono a mantenere anche sugli uptempo un'attitudine controllata e composta. Ma soprattutto, con l'hard bop si assiste a un ritorno del jazz alle proprie radici afroamericane. Lo stile incorpora influenze che arrivano dal blues, dal rhythm & blues e dal gospel. Questi elementi sono particolarmente evidenti in quella corrente interna all'hard bop chiamata all'epoca funky jazz, il cui esempio più celebre è il brano Moanin', scritto da Bobby Timmons per Art Blakey e i Jazz Messengers.
L'hard bop può essere considerato, almeno in parte, una reazione alle varie correnti denominate cool jazz, che avevano iniziato a diffondersi nel decennio precedente. L'hard bop costituisce la principale fonte stilistica del cosiddetto straight-ahead jazz, diffuso e suonato anche nel terzo millennio.

## Esponenti principali
Il quintetto di Clifford Brown e Max Roach (con l'omonimo album, inciso nel 1954) è stato probabilmente il gruppo che più ha contribuito a definire lo stile. Bud Powell, Tadd Dameron e Art Blakey possono esserne considerati i precursori. Tra gli altri protagonisti del genere vanno citati: Horace Silver, Miles Davis (limitatamente al lavoro svolto con il suo primo quintetto), John Coltrane, Cannonball Adderley e Sonny Rollins.